# 足利氏滿
足利氏滿（日语：／ Ashikaga Ujimitsu，1359年9月4日—1398年12月12日）是日本南北朝時代至室町時代的武將，第二任鎌倉公方（任期為正平22年或貞治6年5月29日（1367年6月26日）—應永5年11月4日（1398年12月12日），父親是室町幕府首任將軍足利尊氏的四子首任鎌倉公方足利基氏、母親是畠山家國之女清溪尼。

## 生平
正平22年/貞治6年（1367年）4月，父親基氏逝世，氏滿以7歲之齡成為為鎌倉公方。因為氏滿當時只是名孩童，佐佐木道譽於5月從京都下調參與移交工作。
氏滿成為鎌倉公方後不久，於正平23年/貞治7年（1368年）1月，武蔵平一揆民變爆發，儘管年僅10歲，身為公方的氏滿仍然隨平亂軍出征前往河越。從京都返來的關東管領上杉憲顯出兵加入平叛於同年6月17日將民變平定。同年（貞治改元為應安）9月19日，上杉憲顯逝世，由憲顯兒子上杉能憲（山内上杉家）與其侄子上杉朝房（犬懸上杉家）一同出任關東管領共同輔佐氏滿。上杉能憲逝世後，由他的弟弟上杉憲春繼任，並與宇都宮氏綱等關東勢力開戰，並達成對關東地區的支配。翌年正平24年/應安2年（1369年）1月21日元服，受堂兄第3代將軍足利義滿的偏諱名為「氏滿」。
天授5年/康曆元年（1379年），室町幕府内部鬥爭引發康曆政變，氏滿竟然打算支援反對將軍足利義滿的派系舉兵，上杉憲春以自刃死諫氏滿。佐藤真一指摘斯波氏招攬並煽動氏滿出兵。然而，這最終傳到京都，氏滿別無選擇只好派遣使者謝罪。足利義滿以此為契機增強對氏滿的影響力，強行招請義堂周信為氏滿的師傅，新任關東管領上杉憲方（憲春的弟弟）受義滿的壓迫不得不接受這一要求。
後來，氏滿採取擴大自己權力的路線，依次攻擊關東地區的親幕府派和南朝武家。換然之先後征討新田氏、小山氏、小田氏及田村庄司氏等並相繼擊敗並剿滅對手。尤其是北關東地區最負盛名的武家小山氏因為小山氏叛亂而被摧毀，並形成上杉氏與關東地區反對派有力武家進行牽制。
元中9年/明德3年（1392年），氏滿被義滿任命為陸奧及出羽地區的統治者。背景是奥州管領無力控制伊達氏及白河結城氏等有力武家及阻止鎌倉府在前年發生的明德之亂中的意圖叛變。但是，這並沒有解決義滿與氏滿之間及鎌倉府與京都幕府之間的衝突及對立。氏滿之子滿兼及孫持氏隨著一代一代的發展而擴大，並導致雙方爆發的全面衝突。
應永5年（1398年）足利氏滿因病去世。享年40歲。因為年幼時因父早逝於正平22年/貞治6年（1367年）已經擔任鎌倉公方，一共在任31年，為歷代公方中在任期間最長。